# Zalman
Zalman (За́лман, кор. 잘만) — южнокорейская компания, производящая различные комплектующие для компьютера с упором на улучшения охлаждения.
Zalman значительно усовершенствовал свою продукцию с момента своего основания в январе 1999 года. Компания делает акцент на бесшумность своей продукции, имея множество патентов в данной области. Кроме того, под брендом Zalman продаются блоки питания, компьютерные корпуса, аудиоустройства, термопаста, клавиатуры и мыши, системы жидкостного охлаждения (СЖО).
Конкуренты: Antec, Thermaltake, Spire, Cooler Master, Arctic, Be quiet!.

## Хронология
- 01.1999 Основание Zalman Tech Co., Ltd.
- 02.1999 Патентные заявки (15 патентных заявок, включая охлаждающие устройства для электронных устройств).
- 09.1999 Сертификат «Выдающиеся Технологические Достижения Кореи».
- 04.2000 Регистрация компании как венчурного предприятия.
- 12.2000 Начало промышленного выпуска процессорных вентиляторов (CNPS2000/CNPS3000).
- 05.2001 Выпуск процессорного вентилятора CNPS5000.
- 12.2001 Расширения и переезд производства в Гумчун-гу, Сеул.
- 02.2002 Открытие филиала в США.
- 09.2002 Сертификация ISO 9001:2000.
- 11.2002 Награда CNPS7000-Cu как лучшему продукту на выставке Comdex 2002 (осень) в Лас-Вегасе.
- 02.2003 Основание центра исследований и разработок.
- 09.2003 Сертификация ISO 14001:1996.
- 10.2003 Лучший разработчик (выдающиеся достижения в электронике).
- 11.2003 Корпус TNN 500A награждён грамотой выставки Comdex (осень) в Лас-Вегасе.
- 01.2004 Участие в выставке CES2004 , проводимой в Лас-Вегасе.
- 02.2004 Выпуск серии бесшумных компьютерных корпусов TNN.

## Финансовые проблемы
30 октября 2014 года стало известно, что Zalman не выплатил большой кредит на сумму более 3 миллиардов вон. После этого компания подала заявку на восстановление.

## Галерея

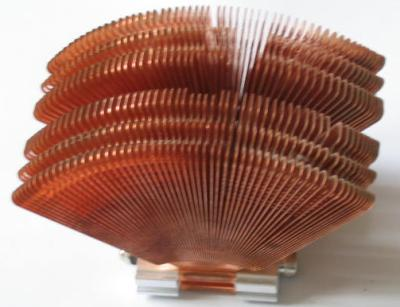
Медный радиатор процессора производства Zalman
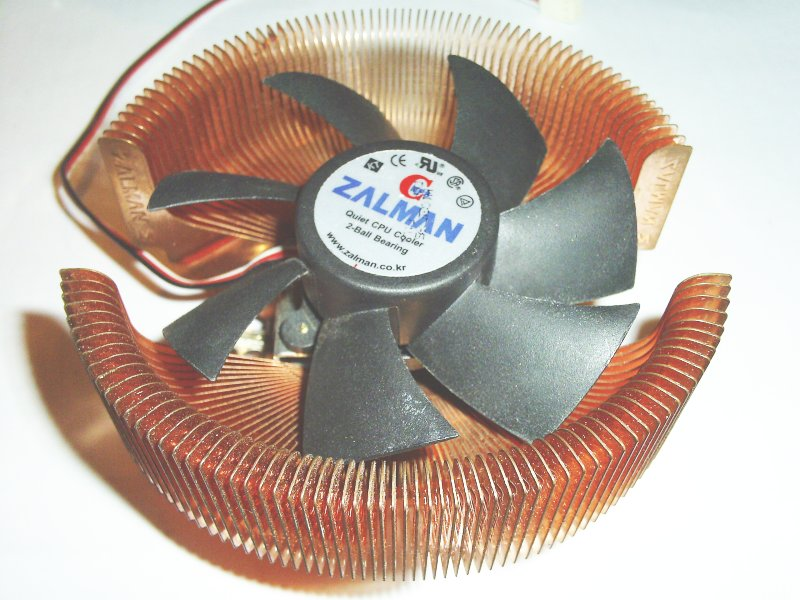
Медный радиатор Zalman 7000 для процессоров Pentium 4 и  Athlon 64.
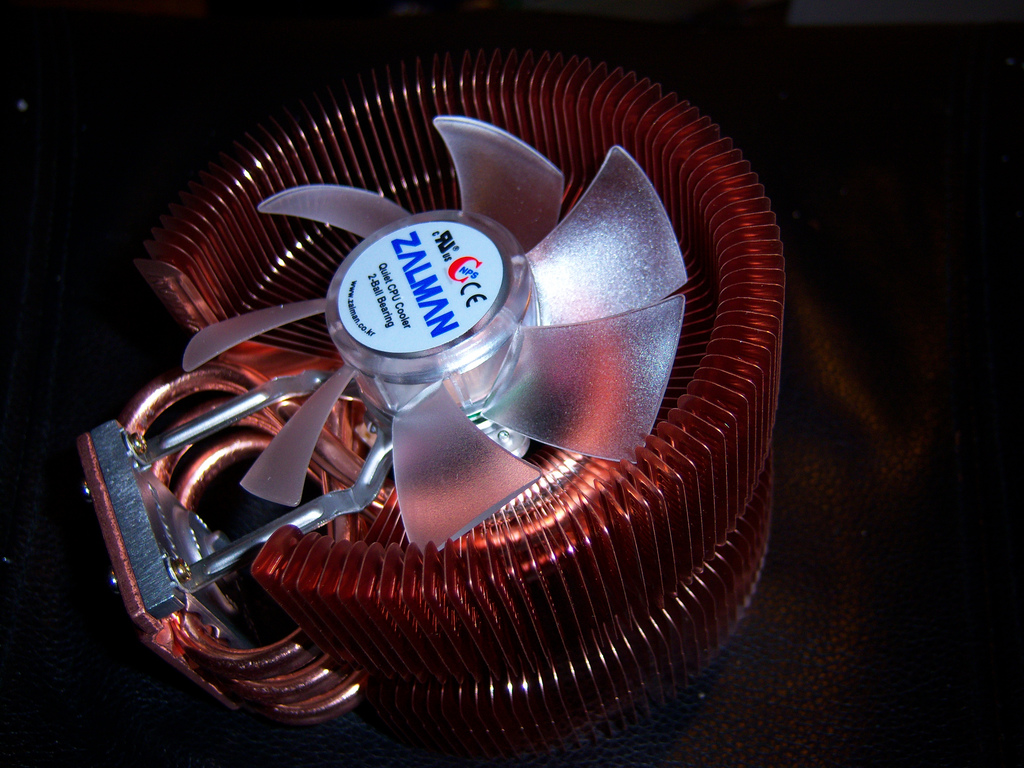
Медный радиатор для процессора производства Zalman CNPS9500A-LED